# Zapoteca filipes
Zapoteca filipes là một loài thực vật có hoa trong họ Đậu. Loài này được (Benth.) H.M.Hern. miêu tả khoa học đầu tiên.